# Gusion
Gusion, poznat i kao Xenopilus, u demonologiji, jedanaesti duh Goecije koji zapovjeda nad četrdeset legija. Nosi titulu vojvode. Poznaje prošlost i sadašnjost, a može proricati budućnost. Ima sposobnost mirenja zavađenih prijatelja, donosi ponos i časti.